# Писаревка (Новосибирская область)
Писаревка — упразднённый посёлок в Карасукском районе Новосибирской области. Располагался на территории современного Хорошинского сельсовета. Упразднен в 1977 году.

## География
Располагался в 9 км к юго-западу от села Хорошее на правом берегу реки Бурла.

## История
Основан в 1909 г. В 1928 году посёлок Писаревка состоял из 61 хозяйства. В составе Чуманского сельсовета Ново-Алексеевского района Славгородского округа Сибирского края.

## Население
По переписи 1926 г. в посёлке проживало 340 человек (165 мужчин и 175 женщин), основное население — украинцы.